# Basilica di Santa Maria Assunta (Muggia Vecchia)
La basilica santuario plebanale di Santa Maria Assunta è la parrocchiale di Muggia Vecchia.
In passato si riteneva che il paese di Muggia Vecchia avesse cessato di essere luogo abitato dopo la distruzione avvenuta da parte dei genovesi di Pagano Doria nel 1353, invece esso fu distrutto, lasciando in piedi la basilichetta, dai triestini, in perenne lotta contro i muggesani a causa delle saline. Prima dell'attuale chiesa doveva essercene una precedente, della quale sussistono alcuni elementi.
L'attuale borgo di Muggia Vecchia è una località sorta relativamente di recente. Attualmente è sede del centro diocesano vocazioni della diocesi di Trieste ed è retta dal 24 giugno 2014 da don Andrea Destradi che è anche parroco della parrocchia dei Santi Giovanni e Paolo nel Duomo di Muggia.

## Storia
Prima della distruzione del paese, la pieve di Muggia Vecchia era molto importante ed era officiata da un capitolo di canonici. Alcune strutture dell'attuale chiesa risalgono all'XI secolo, il resto dell'edificio venne rifatto nel Duecento, periodo al quale risale anche il campanile. 
L'edificio fu restaurato tra il 1950 e il 1951. 
La basilica di Muggia Vecchia divenne parrocchiale nel 1982.

## Descrizione

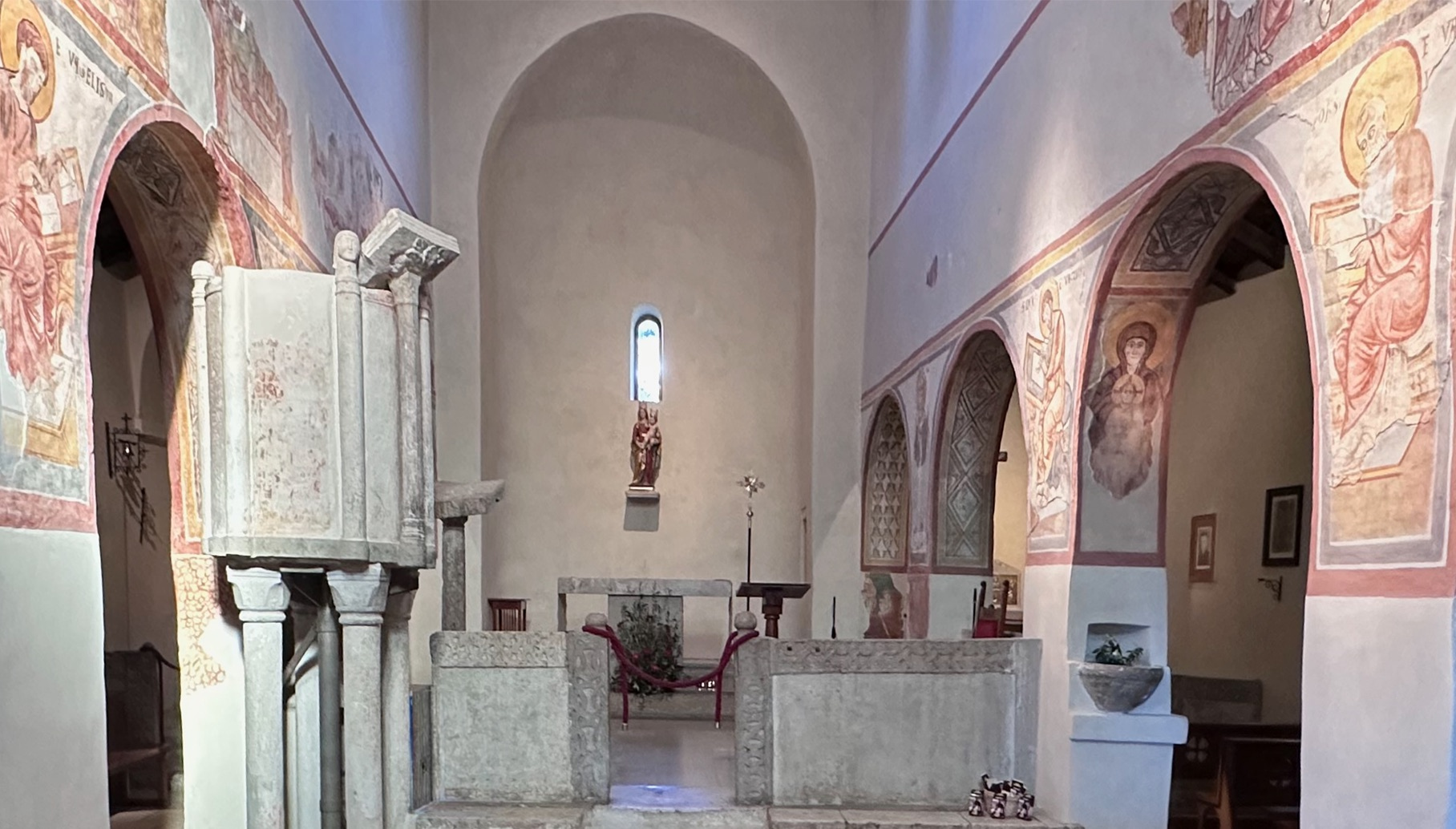
L'interno della basilica

La basilica, che misura 12,25×18,30 metri, ha una facciata a salienti con un piccolo campaniletto a vela.
L'interno è diviso in tre navate, e della struttura originaria rimangono l'ambone, il leggio e due grandi e larghe transenne o balaustre di marmo a pluteo di arte longobarda, databili al periodo longobardo di re Liutprando (VIII secolo) o comunque all'epoca della Rinascenza liutprandea, VIII-IX secolo. Dentro la basilica sono presenti affreschi dei secoli XIV e XV.